# Eudaldo Serrano Recio
Pour les articles homonymes, voir Recio.
Eudaldo Serrano Recio, né le 1er janvier 1903 à la Torre de Esteban Hambrám (44 km de Tolède) et fusillé le 6 mars 1941 à Madrid, est un républicain espagnol, membre fondateur du PSOE.

## Biographie
Eudaldo Serrano Recio nait le 1er janvier 1903 dans la localité tolédane de La Torre de Esteban Hambrán (à environ 44 km de Tolède, Espagne). Il participa très jeune à la création de groupes artistiques et culturels (bal et théâtre) dans le village.
Il y fonda avec des camarades le PSOE et le syndicat ouvrier La Defensa (La Défense) affilié à la U.G.T. Il fut élu conseiller municipal aux élections d’avril 1931 en tant  que républicain –socialiste. Le 14 avril 1931 il proclama la République à La Torre de Esteban Hambrán.
Le 16 février 1936 il fut de nouveau élu conseiller municipal sur la liste du Front populaire et devint premier adjoint au maire et trésorier. Le Maire était Pedro Caballero Bermùdez (fusillé en 1940 à Talavera). À ces postes, il dirigea la construction du Groupe Scolaire, qui existe aujourd’hui, et la Réforme Agraire.
En octobre 1936, lorsque les troupes rebelles de Franco occupèrent le village, il fut évacué à Madrid, où il entra dans le corps des Carabineros (Carabiniers).
Arrêté le 13 avril 1939, après un interrogatoire de 15 jours, il fut emprisonné à la prison madrilène de Yeserias, le 4 mai 1939. Il fut condamné  à la peine de mort le 18 novembre 1939 pour « adhésion à la rébellion » par un Conseil de Guerre expéditif. On le transféra à la prison madrilène de Porlier le 8 avril 1940. Il fut fusillé au Cimetière de l’Est (cimetière de La Almudena) de Madrid le 6 mars 1941.

### Jeunesse
Eudaldo, qui appartenait à une famille de laboureurs aisés, était un autodidacte.
Vers 1925 il créa la Unión Artesana, association artistique (de bals et opérettes) dont les membres payaient une pesète par mois  et quand ils se mariaient ils avaient droit à un jour de bal gratuit pour leurs invités.
En 1936 cette association était en pleine expansion.
Vers 1927, avec Luis Santana, le secrétaire du Juge de Paix (dont le père, très cultivé, avait eu une école élémentaire privée), Eudaldo créa un groupe théâtral, le Cuadro Artístico Arniches, qui mit en scène des œuvres à la mode au début du XXe siècle : Don Quintin el amargado, EL alma de la copla, Juan José de Joaquín Dicenta), où il jouait des rôles importants.
Le village accueillit ces spectacles avec enthousiasme car il pouvait aller au théâtre pour une somme modique.

### Vie politique
Eudaldo commença sa vie politique en fondant le PSOE (Parti Socialiste Ouvrier Espagnol) dans le village et le syndicat ouvrier La Defensa (La Défense, affilié à la U.G.T.).
Lors des élections municipales de 1931, il fut élu conseiller en tant que Républicain-socialiste. Le 14 avril 1931, avec ses électeurs il proclama la République à La Torre de Esteban Hambrán.
Après cinq ans de lutte sociale, notamment pour la hausse des salaires, pour la défense des ouvriers exploités de l’agriculture et de la fabrique d’alcools du village, en février 1936, il est de nouveau élu conseiller sur la liste du Front populaire, avec comme Maire Pedro Caballero Bermùdez. Eudaldo est Premier-adjoint et Trésorier.
Il n’y avait pas d’école dans le village. Les cours avaient lieu dans des salles de l’ancienne Mairie. Pendant la Monarchie les enfants étaient accueillis les uns le matin, les autres l’après-midi par un maître (pour les garçons), ou une maîtresse (pour les filles).
La République multiplia le nombre de maîtres d’école. A La Torre de Esteban Hambrán, cela se traduisit par deux maîtres et deux maîtresses et par des journées entières d’école pour tous les enfants.
Le Front populaire fit construire, sous la direction de Eudaldo, le groupe scolaire, aujourd’hui encore appelé, depuis 1937, du nom du chef de la Phalange locale, Juan Aguado López.
Pour la Réforme Agraire, le gouvernement expropria le grand latifundium du Mont Alamín, qui fut partagé entre les villages qui l’entourent. A La Torre, on attribua 1000 ha. Pour cultiver ces terres, une coopérative fut constituée, composée, d’environ 60 ouvriers mais ces hommes n’avaient que leurs bras pour travailler. Eudaldo fut nommé directeur et trésorier du prêt concédé par le Gouvernement, avec lequel ils purent acquérir bétail et outils agricoles. Tout fonctionna si bien qu’en juillet 1936 les terres étaient déjà préparées pour les semer en automne.
En octobre 1936 les forces franquistes entrèrent dans le village et les terres ne furent semées par personne : ce furent les semis perdus de la République.
Quant au groupe scolaire, il allait être inauguré quand eut lieu le soulèvement et en 1937 il fut baptisé du nom du maire en place de 1933 à février 1936, dirigeant du soulèvement dans le village, grand ami du dirigeant de la Phalange espagnole (José Antonio Primo de Rivera) et étudiant en droit comme ce dernier, Juan Aguado López.

### Le soulèvement
Eudaldo intervint en tant que maire-adjoint pour que Juan Aguado se rende, car il s’était retranché chez lui avec ceux qui le suivaient et ils lui jetèrent une bombe artisanale lorsqu’il leur demanda de sortir en leur précisant qu’il ne leur arriverait rien s’ils se rendaient.
Ce ne fut pas le cas, il y eut en tout trois morts devant la maison de Aguado, deux morts devant une autre maison (dite de Marcial), des blessés.
Les républicains, aidés par des renforts venus de Madrid et de Valmojado eurent le dessus vers le 23 juillet mais début octobre les franquistes prirent le village, après l’exode vers Madrid des républicains qui le purent, de la famille de Eudaldo restée jusqu’au bout au village (les parents, une sœur et un frère cadet, celui qui fut témoin de tout et vit encore (Daniel SERRANO RECIO, 88 ans), à Paris). 

### Exode à Madrid et peine de mort
A Madrid, Eudaldo s’engagea dans les Carabiniers. Il fut arrêté en 1939 par dénonciation de la sœur de Juan Aguado (exécuté en 1936), qui se trouvait au commissariat lors de l’arrestation des deux frères et des parents, rue Covarrubias. Il fut  condamné à mort pour « adhésion à la rébellion » par jugement expéditif du 18 novembre 1939 (n°9925) avec d’autres habitants du village également dénoncés par les phalangistes. Trois pages du jugement sommaire peuvent être consultées en espagnol à la BDIC de Nanterre au nom de Eudaldo Serrano Recio. Eudaldo fut fusillé au cimetière de l’Est (de la Almudena) de Madrid le 6-3-1941, après être passé par les prisons de Yeserias et de  Porlier.

## Hommages
A Madrid, en avril 2007 et le 12 avril 2008, les parents des 3000 fusillés par Franco, réunis par le Forum des Exécutions Franquistes à Madrid (Foro de Fusilamientos Franquistas en Madrid), ont rendu hommage à leurs parents, en posant leurs photos sur le mur contre lequel ils furent fusillés dans le Cimetière de l’Est, en lisant textes et poèmes. Ils souhaitent pouvoir lire leurs noms près de ce mur, sur lequel pour l’instant n’est posée qu’une plaque ministérielle, avec mention générale du nombre de fusillés.
A La Torre de Esteban Hambràn, Daniel Serrano Recio a posé une plaque au nom de son frère Eudaldo (1903-1941, « fils de Pedro et de Mercedes » le 29-10-2008,  sur la tombe de leurs parents, au cimetière municipal. Il a été accompagné pour cet hommage familial par des parents, des membres de l’Association des Descendants de l’Exil Républicain Espagnol, des jeunes des Jeunesses Socialistes du village, le Secrétaire du PSOE du village, des parents du maire du Front populaire et de la petite-fille d’un ouvrier de l’usine d’alcools que Eudaldo défendit dans le syndicat « La Defensa » (dont l’épouse reconnaissante donna à l’enfant dont elle était enceinte le prénom de Eudaldo, après la mort du père due à la gangrène, à la suite d'un accident du travail maquillé par le médecin légiste –de connivence avec le patron- qui pratiqua l’autopsie, à laquelle assista, avec des enfants curieux du village, le jeune Daniel Serrano Recio)
Lors de cet hommage, Daniel et sa fille venus de Paris, ont lu un poème en espagnol composé par eux pour cette occasion, lisible dans le Museo Virtual de la Memoria Republicana (Musée Virtuel de la Mémoire Républicaine), sur le blog de Inés García Holgado (Justicia y Memoria, Justice et Mémoire, ou dans l’article de Emilio Sales Almazàn à propos de cet hommage, dans la Fédération des Fora d’État pour la Mémoire (Federación Estatal de Foros por la Memoria) . Ludivina García Arias a prononcé un discours et mentionné les noms des autres  villageois, fidèles à la République ou simples témoins des événements, condamnés à mort ou à des peines de prison.